# Theos
Theos (van het Grieks: Θεός, theós, " God ") is een Britse christelijke denktank die onderzoek doet naar de relatie tussen religie, politiek en samenleving in de hedendaagse wereld, en in het Verenigd Koninkrijk in het bijzonder. Theos streeft ernaar de opinie over kwesties van geloof en overtuiging in de samenleving te beïnvloeden door middel van onderzoek, publicaties, media-engagement, podcasts, geanimeerde video's en evenementen zoals debatten, seminars en lezingen.
Theos is nooit aangesloten geweest bij enige politieke partij of bepaalde kerkgenootschap en heeft altijd een oecumenische positie behouden. De denktank is toegewijd aan de traditionele geloofsbelijdenissen van het christelijk geloof en baseert zich op sociaal en politiek denken uit een breed spectrum van theologische tradities. Daarnaast werkt Theos ook samen met niet-christelijke en niet-religieuze individuen en organisaties.

## Missie
Theos is van mening dat religieus geloof, en bovenal het christelijk geloof, een heilzame invloed heeft op de samenleving, en dat religieuze gemeenschappen en leringen waardevolle inzichten bezitten die de samenleving ten goede kunnen komen. Het primaire doel van de denktank is het publiceren van onderzoek dat bijdraagt aan een doordachte en boeiende publieke discussie. Zij zoeken vooral diegenen die belang hebben bij het vormgeven van de publieke dialoog hun begrip the vergroten en te informeren.

## Geschiedenis

### Vroege jaren: reageren op Nieuw atheïsme, 2006-2011
Theos werd gelanceerd in november 2006 met de steun van de toenmalige aartsbisschop van Canterbury, Rowan Williams, en de katholieke aartsbisschop van Westminster, kardinaal Cormac Murphy-O'Connor . De eerste directeur was Paul Woolley. De denktank werd opgericht een maand nadat Richard Dawkins zijn boek God als misvatting publiceerde, tijdens het hoogtepunt van Nieuw atheïsme in het Verenigd Koninkrijk.
Theos is van mening dat religie een actieve rol zou moeten spelen in het publieke debat. De denktank heeft zich openlijk verzet tegen pogingen om geloof te privatiseren, en heeft herhaaldelijk betoogd dat het christendom een baanbrekende rol heeft gespeeld bij de vorming van westerse politiek. Theos is van mening dat geloof "niet alleen belangrijk is voor de menselijke bloei en de vernieuwing van de samenleving, maar dat de samenleving pas écht kan bloeien als geloof daarvoor de ruimte krijgt.”
Theos' eerste grote onderzoeksrapport "“Doing God”: A Future for Faith in the Public Space" werd gepubliceerd op 1 november 2006. Aartsbisschop Rowan Williams en kardinaal Cormac Murphy O'Connor schreven het voorwoord van het rapport en verklaarden dat Theos de "herwaardering van het belang van geloof voor individuen en de samenleving aanmoedigt door het publieke begrip en bijdrage aan het openbare leven van geloof te vergroten".
In de eerste jaren produceerde de denktank rapporten over geloof in gebieden zoals sport, multiculturalisme, Kerstmis, en politiek. Het onderzoeksproject "Rescuing Darwin", dat samenviel met de 200ste geboortedag van Charles Darwin, onderzocht de omvang en aard van evolutionaire en niet-evolutionaire overtuigingen in het VK en hun waargenomen relatie met theïsme en atheïsme. Het project omvatte, onder andere een essay over darwinisme en theïsme in het moderne Groot-Brittannië, en een uitgebreid interview met filosoof Mary Midgley.

### Een kalme, rationele en geïnformeerde stem over religie, 2011-2021
In 2011 werd Elizabeth Oldfield de directeur van Theos. Onder leiding van Oldfield probeerde Theos geïnformeerde en gedepolariseerde gesprekken over geloof in de samenleving te bevorderen. Theos breidde ook zijn netwerk uit door samen te werken met personen uit verschillende vakgebieden, waaronder academici, muzikanten, acteurs en auteurs.
Voortbouwend op een eerdere zoektocht naar creatieve uitlaatkleppen, lanceerde de denktank twee podcasts, 'The Sacred' en 'Reading Our Times', die dienen als platforms voor het bespreken van geloof en actuele sociale en politieke kwesties.
In deze tweede fase bleef Theos een holistische benadering hanteren van de studie van geloof en samenleving. Enkele van de meest impactvolle onderzoeksrapporten van de denktank gingen over gemeenschap, werk, en sociale innovatie. Het in 2020 gepubliceerde onderzoeksrapport "Religious London: Faith in a Global City" had een grote impact op het debat over de rol van religie in het openbare leven in het VK. De bevindingen werden onder meer gerapporteerd in The Guardian, BBC News, The Telegraph, The Times en The Independent.

### Een proactieve visie op menselijke bloei, 2022 tot heden
Chine McDonald, een schrijver en theoloog, werd in januari 2022 directeur van Theos. Voorafgaand aan deze functie werkte ze als journalist. McDonald is ook de auteur van het boek God Is Not a White Man en treedt regelmatig op als commentator van programma's over religie en ethiek, onder meer als presentator van BBC Radio 4's "Thought for the Day".
Als reactie op de resultaten van de volkstelling van 2021, waaruit bleek dat voor het eerst in Britse geschiedenis minder dan 50% van het land zich als christen identificeert, reageert Theos nu op de voortdurende verandering van geloof en levensovertuiging in het Verenigd Koninkrijk en probeert de denktank een proactieve visie op menselijke bloei te formuleren.
Sinds 2022 heeft Theos verschillende opmerkelijke onderzoeksrapporten gepubliceerd, waaronder “A Torn Safety Net: How the Cost of Living Crisis Threatens Its Own Last Line of Defence”, geproduceerd in samenwerking met het Church Urban Fund, met een gezamenlijk voorwoord van voormalig aartsbisschop van Canterbury Rowan Williams en voormalige Britse premier Gordon Brown.

## Media
Theos heeft zich in het Verenigd Koninkrijk gevestigd als prominent waarnemer in het geloofs- en religielandschap en heeft regelmatig aandacht gekregen in de reguliere media. Hun bijdragen omvatten artikelen voor publicaties zoals UnHerd, The Guardian, The Economist, de Financial Times, Prospect, Christianity Today, en Comment Magazine . Senior onderzoeker Nick Spencer presenteerde een BBC Radio 4- serie getiteld The Secret History of Science and Religion. Bovendien is het werk van Theos uitgebreid geciteerd in mediakanalen, waaronder The Washington Post, The New Statesman, The Telegraph, The Times, The Spectator, BBC en BBC 4.
De denktank heeft ook samengewerkt met animatieregisseur Emily Downe aan verschillende korte animaties.

## Kritiek
Britse filosoof en auteur AC Grayling is een uitgespoken tegenstander van de organisatie. In zijn boek " The God Argument ", gepubliceerd in 2013, wijdde Grayling een hoofdstuk aan het bekritiseren van Theos, met het argument dat de organisatie " conservatief " is. Hij bekritiseerde de organisatie ook voor wat hij zag als een gebrek aan transparantie in haar financiering en voor haar banden met conservatieve christelijke organisaties. Grayling is een fervent voorstander van de scheiding van religie en staat en verdedigt seculier humanisme als een geldig alternatief wereldbeeld.

## Podcasts

### The Sacred

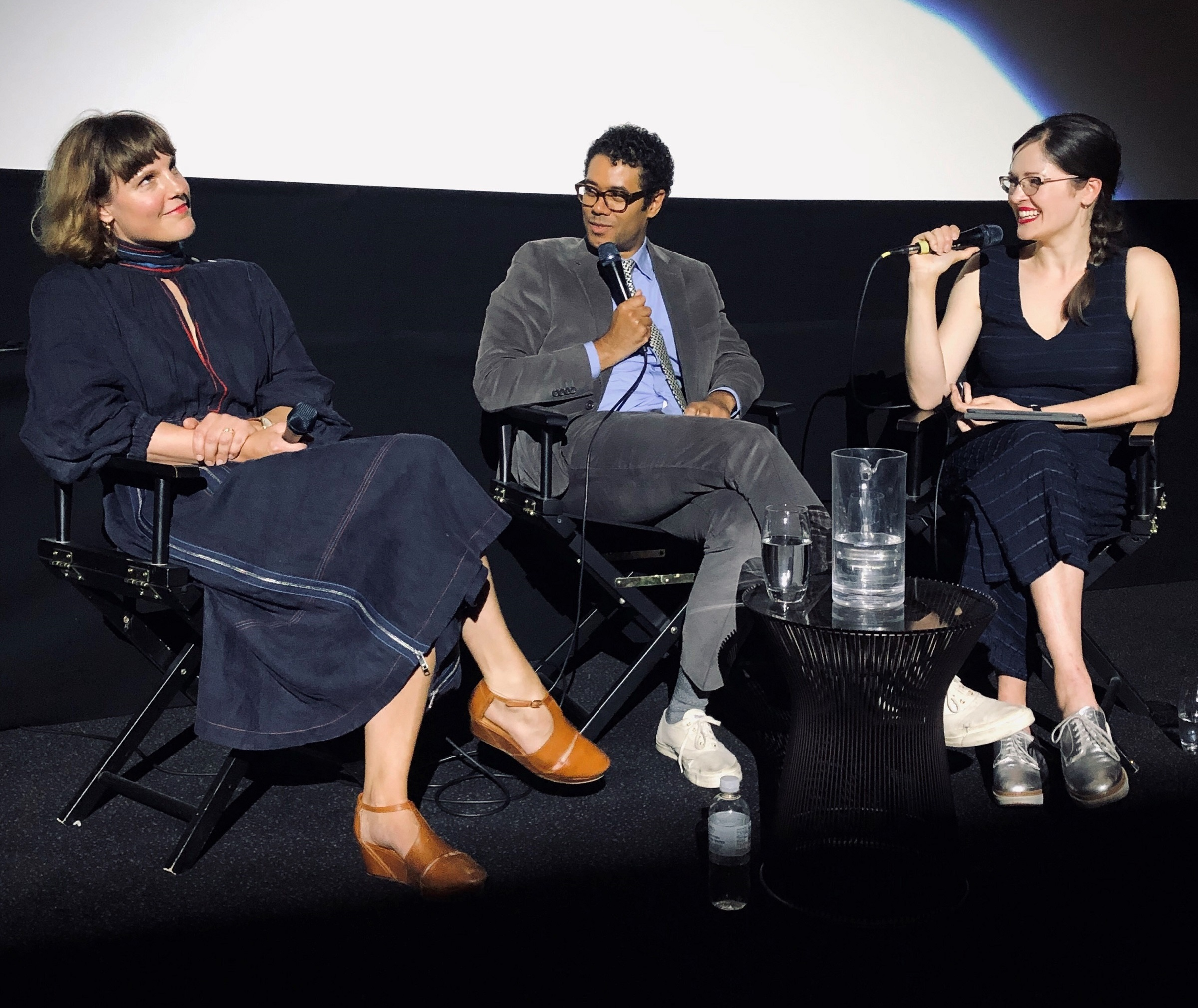
Live opname van The Sacred met Richard Ayoade en Lydia Fox, september 2019

The Sacred is een podcast geproduceerd door Theos en gehost door Elizabeth Oldfield, de voormalige directeur van de denktank. Het doel van de podcast is om een forum te creëren voor rijkere en zinvollere gesprekken, en om begrip, empathie en een model voor een meer constructieve publieke dialoog te bevorderen.
De podcast heeft gasten met verschillende achtergronden gehad, waaronder academici, journalisten, acteurs, muzikanten en politici. Enkele opmerkelijke gasten waren onder meer Justin Welby, Charles Moore, Ash Sarkar, Rabbi Jonathan Sacks, Prue Leith, Sally Phillips, Richard Ayoade, Nick Cave en Rainn Wilson.

### Reading Our Times
Reading Our Times is een podcast geproduceerd door Theos en gehost door Nick Spencer. De podcast heeft tot doel de boeken en ideeën te verkennen die de hedendaagse samenleving vormgeven, en onderzoekt wat deze boeken te zeggen hebben over de tijd waarin we leven en over onszelf als mens.
De gasten op de podcast zijn vooraanstaande Engelstalige auteurs die verschillende kwesties met de gastheer bespreken, waaronder meritocratie, gerechtigheid, populisme, mensenrechten, de hersenen, liberalisme en religie.
Opmerkelijke gasten zulk als Thomas Piketty, Marilynne Robinson, Jonathan Sumption, Michael Sandel, Margaret Macmillan, Charles Taylor, Minouche Shafik, Martin Rees, Rowan Williams, Iain McGilchrist, Maryanne Wolf en Alan Rusbridger zijn in het verleden op de podcast verschenen.

## Opmerkelijke mensen

### Aanwezig personeel
- Chine McDonald - Directeur - 2022 tot heden
- Paul Bickley - Hoofd van de afdeling politiek engagement - 2006 tot heden
- Nick Spencer - Senior onderzoeker - 2006 tot heden
- Madeleine Pennington - Hoofd van de afdeling onderzoek - 2018 tot heden
- Elizabeth Oldfield - Hoofd van The Sacred / voormalig directeur - 2011 tot heden
- Lizzie Harvey - Hoofd Inhoud en Communicatie - 2018 tot heden

### Voormalig personeel
- Paul Woolley - voormalig directeur - 2006 tot 2011
- Ben Ryan - voormalig Hoofd van de afdeling onderzoek - 2014 tot 2019

## Jaarlijkse lezingen

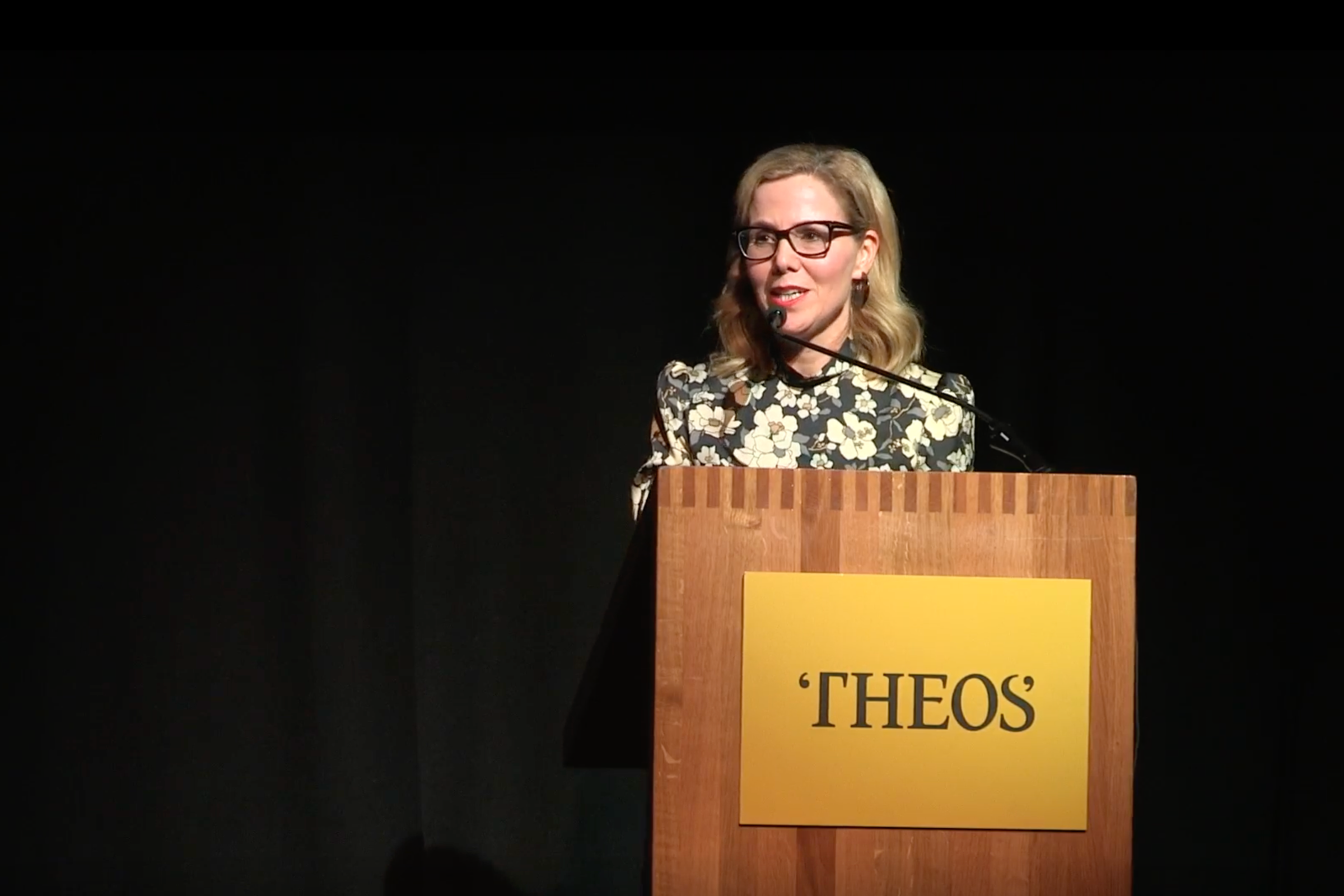
Sally Phillips voor de Theos jaarlijkse Theos lezing in 2019 in King's Place, Londen

De denktank houdt jaarlijkse lezingen op locaties in Londen met bekende Britse publieke figuren.
| Spreker              | Onderwerp                                                                                     | Datum en locatie                          |
| -------------------- | --------------------------------------------------------------------------------------------- | ----------------------------------------- |
| Tom Holland          | Humanisme: een christelijke ketterij                                                          | 23/11/2022 in Conway Hall                 |
| Willie Jennings      | Een nieuwe kijk op het westerse onderwijs in een tijd van rassencrisis                        | 10/11/2021 online                         |
| Michael Sandel       | De tirannie van verdiensten                                                                   | 08/09/2020 online                         |
| Sally Phillips       | Menselijke waardigheid, verschillende levens en de illusies van keuze                         | 29/11/2019 op King's Place                |
| Michael Gove         | Wanneer zal er een oogst zijn voor de wereld?                                                 | 22/11/2018 bij het Institute of Directors |
| Tim Farron           | Wat voor soort liberale samenleving willen we?                                                | 28/11/2017 bij The Law Society            |
| Terry Eagleton       | De dood van God en de oorlog tegen terreur                                                    | 05/10/2016 bij One Birdcage Walk          |
| Onora O'Neill        | Vrijheid van godsdienst en vrijheid van meningsuiting                                         | 19/10/2015 in de Inner Temple             |
| Will Hutton          | Hoe goed we zouden kunnen zijn: moraliteit, economie en de toekomst van Groot-Brittannië      | 24/11/2014 in The Stationers Hall         |
| Rowan Williams       | De persoon en het individu: menselijke waardigheid, menselijke relaties en menselijke grenzen | 01/10/2012 in Methodist Central Hall      |
| Richard Dannatt      | De strijd om Hearts and Minds: moraliteit en oorlogsvoering vandaag                           | 08/11/2011 bij One Birdcage Walk          |
| Ian Blair            | Religie en openbare orde                                                                      | 16/11/2010 bij One Birdcage Walk          |
| Baron Jonathan Sacks | Religie in het Groot-Brittannië van de eenentwintigste eeuw                                   | 04/11/2009 bij Lewis Media Center         |
| Mark Thompson        | Geloof, moraliteit en media                                                                   | 14/10/2008 bij Lewis Media Center         |

## Publicaties

### Boeken
| Auteur               | Jaar | Boektitel | Link   |
| -------------------- | ---- | --- | ------ |
| Nicholas Spencer     | 2023 | Magisteria: The Entangled Histories of Science and Religion | [ 44 ] |
| Madeleine Pennington | 2021 | Quakers, Christ and the Enlightenment | [ 45 ] |
| Chine McDonald       | 2021 | God Is Not a White Man: And Other Revelations | [ 21 ] |
| Simon Perfect        | 2021 | Freedom of Speech in Universities: Islam, Charities and Counter–terrorism                                                                                         | [ 46 ] |
| Nathan Mladin        | 2021 | “The question of surveillance capitalism” in The Robot Will See You Now: Artificial Intelligence and the Christian Faith, eds. John Wyatt and Stephen N. Williams | [ 47 ] |
| Ben Ryan             | 2019 | How the West was Lost: The Decline of a Myth and the Search for New Stories                                                                                       | [ 48 ] |
| Madeleine Pennington | 2019 | The Christian Quaker: George Keith and the Keithian Controversy                                                                                                   | [ 49 ] |
| Ben Ryan             | 2018 | Fortress Britain? Ethical approaches to immigration policy for a post-Brexit Britain                                                                              | [ 50 ] |
| Theos Team           | 2017 | The Mighty and the Almighty: How Political Leaders Do God, ed. Nick Spencer                                                                                       | [ 51 ] |
| Nick Spencer         | 2017 | The Political Samaritan: How Power Hijacked a Parable | [ 52 ] |
| Nick Spencer         | 2016 | The Evolution of the West: How Christianity Shaped Our Values | [ 2 ]  |
| Nick Spencer         | 2014 | Atheists: The Origin of the Species | [ 53 ] |
| Nick Spencer         | 2009 | Darwin and God | [ 13 ] |

## Financiering
Theos is het een project van de British and Foreign Bible Society, dat voor een deel van de kernfinanciering zorgt. De denktank ontvangt geen financiering van de overheid, bedrijven of religieuze denominaties. Theos is afhankelijk van regelmatige donaties van individuen en hun gepubliceerde onderzoek wordt vaak gefinancierd door liefdadigheidsinstellingen, zoals de William Leech Research Fellowships, de Halley Stewart Trust, Laing Family Trusts en Sainsbury Family Charitable Trusts. De jaarlijkse lezing van de denktank wordt gesponsord door CCLA, een investeringsfonds voor goede doelen, kerken en de publieke sector.